# 38 luglio/Raccontala giusta
38 luglio/Raccontala giusta è il primo singolo del gruppo musicale italiano Gli Squallor, pubblicato il 4 ottobre 1971 e successivamente incluso nel loro primo album Troia del 1973.

## Descrizione
Il singolo rappresenta l'esordio assoluto del gruppo degli Squallor, qui ancora nella formazione a cinque che comprendeva anche Elio Gariboldi. Il disco contiene un brano nonsense, retto da una voce narrante che racconta una storia apparentemente priva di senso logico recitata da Alfredo Cerruti, e un pezzo cantato ispirato alla tradizione napoletana, cantato da Totò Savio.
38 luglio è stato scritto da Daniele Pace e musicato da Giancarlo Bigazzi, Totò Savio e Virgilio Savona del Quartetto Cetra, e recitato da Alfredo Cerruti. Il brano narra le vicende di "un elettrotecnico che seppe inventare la pila, non pochi ci riuscirono, ma fu lui che la inventò". Il testo fa enorme affidamento al nonsenso, a partire dalla data che dà il nome alla canzone (per l'appunto, il 38 luglio), ma al contrario di quella che poi diventerà una delle caratteristiche principali degli Squallor, non vengono mai pronunciate parolacce o termini particolarmente volgari. Questo fatto rende 38 luglio una delle poche canzoni degli Squallor ad aver ottenuto dei passaggi radiofonici anche su emittenti nazionali (in particolare, su Alto gradimento di Gianni Boncompagni e Renzo Arbore). La genesi del brano ha origine nella visione collettiva nel 1969 da parte di quelli che saranno gli Squallor del film diretto da Stanley Donen Il mio amico il diavolo (Bedazzled, 1967), scritto e interpretato da Peter Cook e Dudley Moore. In particolare è la canzone del fantomatico gruppo Drimble Wedge and the Vegetation a ispirare Alfredo Cerruti, poiché la canzone non era cantata ma recitata con tono distaccato da parte di Peter Cook, e che Cerruti cerca di riproporre in 38 luglio.
Raccontala giusta è stata scritta e musicata da Daniele Pace, Giancarlo Bigazzi, Totò Savio e Mario Panzeri, e cantata da Totò Savio. La canzone racconta le sedicenti gesta amorose del "gagà" Alfredo, a cui si contrappone un coro femminile (guidato da Savio stesso) che mette in discussione le sue vanaglorie da playboy («Raccontala giusta, Alfredo / Se parli di vino ti credo / L'amore è come un fiore di lilla / E chi ce l'ha non te lo da / Le donne son belle, Alfredo / Ma sono chimere per te»). L'incipit della canzone è molto simile a With a Little Help from My Friends dei Beatles nella versione di Joe Cocker, per poi virare immediatamente sul ritmo tipico da canzone napoletana. Il brano è stato poi ri-intitolato Raccontala giusta, Alfredo quando è stato incluso in Troia, album di esordio degli Squallor.
Il disco è stato stampato nel 1971 dalla CGD, con il marchio CBS, in un'unica edizione, in formato 7", con numero di catalogo CBS 7559, ed è stato distribuito da Messaggerie Musicali. Il retro della copertina del disco riproduce l'unica foto esistente del gruppo riunito.

## Tracce
1. 38 luglio – 4:04 (testo: Daniele Pace – musica: Giancarlo Bigazzi, Totò Savio, Virgilio Savona)
2. Raccontala giusta – 2:55 (Daniele Pace, Mario Panzeri, Giancarlo Bigazzi, Totò Savio)

Durata totale: 6:59

## Crediti
- Alfredo Cerruti - voce
- Totò Savio - voce

## Edizioni
- 1971 - 38 luglio/Raccontala giusta (CBS, CBS 7559, 7")